# Кампи ал Лаго (Болцано)
Кампи ал Лаго је насеље у Италији у округу Болцано, региону Трентино-Јужни Тирол.
Према процени из 2011. у насељу је живело 33 становника. Насеље се налази на надморској висини од 229 м.